# Charkha
Charkha és un estat tributari protegit al Kathiawar, regió de Gujarat, presidència de Bombai, format per un sol poble amb 4 tributaris separats. Un tribut de 50 lliures es pagava al Gaikwar de Baroda i de 3 lliures al nawab de Junagarh.